# Наго Рёхо
Наго Рёхо (яп. 名護 親方 良豊; 1592 — 1617 года) — рюкюский бюрократ и аристократ.

## Биография
Наго родился в аристократической семье Наго Рёина. Предком  Наго был Юван Уфунуси, вождь племени Амами Осима. Дед его и после его отец были сансиканами Рюкю. В 1579 году Рёхо отправился в Китай, чтобы отдать дань уважения вместе с Яной Уикатой, которая впоследствии стала его коллегой. В 1592 году, в связи с отставкой отца в возрасте 41 года, он занял его место сансикана королевства.
В это время произошло объединение Японии даймё Тоётоми Хидэёси. Хидэёси планировал вторгнуться в Корею и Китай и потребовал, чтобы Королевство предоставило 10-месячный рацион для 7000 солдат, чтобы помочь в его вторжениях через агентов Сацума. Суд разделился на прокитайскую и прояпонскую фракции; Наго был прояпонцем, предложил королю Сё Нею подчиниться, но его коллега Яна решительно выступила против этого предложения. Яна предложила отклонить все требования. Однако оба их совета не были приняты королем Сё Нэй; король отправил предупреждение Китаю в 1591 году, а в 1593 году отправил лишь часть указанных продовольственных требований.
После смерти Хидэёси и после того, как Токугава Иэясу пришел к власти, Сацума приказал королю Сё Нэйю отдать дань уважения сёгунату Токугава, недавно созданному правительству. Сё Нэй проигнорировал требование, в основном по совету Яны Уикаты. В 1609 году Рюкю был захвачен Сацумой в ответ на этот и другие отказы японских требований со стороны Королевства. 8 апреля 1609 года война была начата, и спустя пару недель войска Сацумы прибыли на полуостров Мотобу на севере Окинав. Наго Рюхо был отправлен в замок Накидзин чтобы возглавить тысячу солдат ради обороны замка. 30 апреля Наго встретился с самураем у Накидзина, но потерял половину своих сил и попал в плен.
Наго был доставлен в гавань Наха японцами. После капитуляции короля Сё Нея Наго был освобожден, и поставлен руководителем замка Сюри, столицу Рюкю, под присмотром Сацума Бугё, в то время как король и ряд других чиновников были доставлены в Кагосиму, столицу области Сацума. Через два года после вторжения король вернулся в Рюкю, а Наго остался на своем посту. Наго вышел на пенсию в 1614 году и умер через три года. Его преемником стал Томигусуку Сэйдзоку.